# Премия Дэвида Селзника
Пре́мия Дэ́вида Се́лзника (англ. David O. Selznick Achievement Award in Theatrical Motion Pictures) ежегодно присуждается Гильдией продюсеров Америки (ГПА) на церемониях вручения премии Гильдии продюсеров США, признающих выдающийся объём работ человека в кино.
Премия названа в честь американского кинопродюсера Дэвида Селзника (1902—1965), была учреждена в 1989 году и впервые была присуждена на 1-й церемонии награждения Гильдии продюсеров.

## Лауреаты премии
- 1-я: Хэл Роуч
- 2-я: Стэнли Крамер
- 3-я: Пандро С. Берман
- 4-я: Ричард Д. Занук и Дэвид Браун
- 5-я: Сол Зэнц
- 6-я: Говард В. Кох
- 7-я: Уолтер Мириш
- 8-я: Билли Уайлдер
- 9-я: Клинт Иствуд
- 10-я: Стивен Бочко
- 11-я: Джерри Брукхаймер
- 12-я: Брайан Грейзер
- 13-я: Лоуренс Гордон
- 14-я: Роберт Эванс
- 15-я: Дино Де Лаурентис
- 16-я: Лора Зискин
- 17-я: Роджер Корман
- 18-я: Дуглас Уик и Люси Фишер
- 19-я: Фрэнк Маршалл и Кэтлин Кеннеди
- 20-я: Майкл Дуглас
- 21-я: Джон Лассетер
- 22-я: Скотт Рудин[2]
- 23-я: Стивен Спилберг[3]
- 24-я: Эрик Феллнер и Тим Беван
- 25-я: Майкл Г. Уилсон и Барбара Брокколи
- 26-я: Гейл Энн Хёрд
- 27-я: Дэвид Хейман
- 28-я: Ирвин Уинклер
- 29-я: Чарльз Ровен[4]
- 30-я: Кевин Файги[5]
- 31-я: Брэд Питт, Деде Гарднер и Джереми Клейнер[6]
- 32-я: не присуждалась
- 33-я: Мэри Пэрент[7]
- 34-я: Том Круз[8]
- 35-я: Мартин Скорсезе[9]